# Gausi
Gausi var et tidligt langobardisk kongedynasti, som regerede langobarderne i anden halvdel af det 6. århundrede (547-572) og uddøde efter kun to konger. De tilhørte den arianistiske kirke, som stod i modsætningsforhold til den romerskkatolske kirke. Alboin, den anden konge i dynastiet, ledte for første gang langobarderne ind i den italienske halvø.
Gausi var allerede en fremtrædende langobardisk slægt da langobardernes konge Waltari som barn kom i Audoins varetægt. I 547 døde Waltari, og Audoin tilegnede sig kongemagten. Audoins søn og efterfølger førte langobarderne ind i Italien, men døde i år 572 uden at have fået en søn. Hans efterfølger blev i stedet Cleph – som var af Beleoklanen.

## Navn
Navnet Gausi var af gotisk afstamning fra Audoins ægteskab med en datter af kongen af thüringerne, hvis kone Amalaberga var datter af vandalernes konge Trasmundo og Amalafrida, som var søster til Teoderik den Store, goternes konge (454-526).

## Dynasti
De to gausi-konger var:
- Audoin (546–565)
- Alboin (565-572)